# Chalmers Wylie
Chalmers Pangburn Wylie, född 23 november 1920 i Norwich i Ohio, död 14 augusti 1998 i Columbus i Ohio, var en amerikansk politiker (republikan). Han var ledamot av USA:s representanthus 1967–1993.
Wylie efterträdde 1967 Robert T. Secrest som kongressledamot och efterträddes 1993 av Deborah Pryce.